# Premier League de Escocia 2000-01
La temporada 2000-01 fue la 104.ª edición del Campeonato escocés de fútbol y la 3.ª edición como Premier League de Escocia, la división más importante del fútbol escocés. La competencia comenzó el 29 de julio de 2000 y concluyó con la conquista del Celtic Glasgow de su 37.º título de liga.
Para esta temporada se aumentó el número de clubes de 10 a 12 con los ascensos de Saint Mirren y Dunfermline Athletic.

## Tabla de posiciones
| Pos | Equipo                   | PJ | PG | PE | PP | GF | GC | GA  | Pts |
| --- | ------------------------ | -- | -- | -- | -- | -- | -- | --- | --- |
| 1.  | Celtic Glasgow           | 38 | 31 | 4  | 3  | 90 | 29 | 61  | 97  |
| 2.  | Rangers                  | 38 | 26 | 4  | 8  | 76 | 36 | 40  | 82  |
| 3.  | Hibernian                | 38 | 18 | 12 | 8  | 57 | 35 | 22  | 66  |
| 4.  | Kilmarnock               | 38 | 15 | 9  | 14 | 44 | 53 | -9  | 54  |
| 5.  | Heart of Midlothian      | 38 | 14 | 10 | 14 | 56 | 50 | 6   | 52  |
| 6.  | Dundee FC                | 38 | 13 | 8  | 17 | 56 | 50 | 6   | 47  |
|     |                          |    |    |    |    |    |    |     |     |
| 7.  | Aberdeen                 | 38 | 11 | 12 | 15 | 45 | 57 | -7  | 45  |
| 8.  | Motherwell               | 38 | 12 | 7  | 19 | 42 | 56 | -14 | 43  |
| 9.  | Dunfermline Athletic (A) | 38 | 11 | 9  | 18 | 34 | 54 | -20 | 42  |
| 10. | St Johnstone             | 38 | 9  | 13 | 16 | 40 | 56 | -16 | 40  |
| 11. | Dundee United            | 38 | 9  | 8  | 21 | 38 | 63 | -25 | 35  |
| 12. | Saint Mirren (A)         | 38 | 8  | 6  | 24 | 32 | 72 | -50 | 30  |

 PJ = Partidos jugados; PG = Partidos ganados; PE = Partidos empatados; PP = Partidos perdidos;
GF = Goles anotados; GC = Goles recibidos; DG = Diferencia de gol; PTS = Puntos
- (A) : Ascendido la temporada anterior.

|  | Campeón y clasificado a Liga de Campeones de la UEFA 2001-02. |
|  | Clasificado a Liga de Campeones de la UEFA 2001-02.           |
|  | Clasificado a Copa de la UEFA 2001-02.                        |
|  | Desciende a Primera División de Escocia.                      |

## Máximos Goleadores
| Jugador          | Club                | Goles |
| ---------------- | ------------------- | ----- |
| Henrik Larsson   | Celtic              | 35    |
| Arild Stavrum    | Aberdeen            | 17    |
| Juan Sara        | Dundee FC           | 15    |
| Andy Kirk        | Heart of Midlothian | 13    |
| Stuart Elliott   | Motherwell          | 12    |
| Colin Cameron    | Heart of Midlothian | 12    |
| Tore André Flo   | Rangers             | 11    |
| Mixu Paatelainen | Hibernian           | 11    |
| Chris Sutton     | Celtic              | 11    |

Fuente: SPL official website

## Primera División - First Division
La Primera División 2000-01 fue ganada por el Livingston FC, que asciende a la Premier League. Greenock Morton y Alloa Athletic son relegados a la Segunda División.
| Pos | Equipo          | PJ | PG | PE | PP | GF | GC | GA  | Pts |
| --- | --------------- | -- | -- | -- | -- | -- | -- | --- | --- |
| 1.  | Livingston      | 36 | 23 | 7  | 6  | 72 | 31 | 41  | 76  |
| 2.  | Ayr United      | 36 | 19 | 12 | 5  | 73 | 41 | 32  | 69  |
| 3.  | Falkirk FC      | 36 | 16 | 8  | 12 | 57 | 59 | -2  | 56  |
| 4.  | Inverness CT    | 36 | 14 | 12 | 10 | 71 | 54 | 17  | 54  |
| 5.  | Clyde FC        | 36 | 11 | 14 | 11 | 44 | 46 | -2  | 47  |
| 6.  | Ross County     | 36 | 11 | 10 | 15 | 48 | 52 | -4  | 43  |
| 7.  | Raith Rovers    | 36 | 10 | 8  | 18 | 41 | 55 | -14 | 38  |
| 8.  | Airdrieonians   | 36 | 8  | 14 | 14 | 49 | 67 | -18 | 38  |
| 9.  | Greenock Morton | 36 | 9  | 8  | 19 | 34 | 61 | -27 | 35  |
| 10. | Alloa Athletic  | 36 | 7  | 11 | 18 | 38 | 61 | -23 | 32  |